# Chiesa dei Tre Re

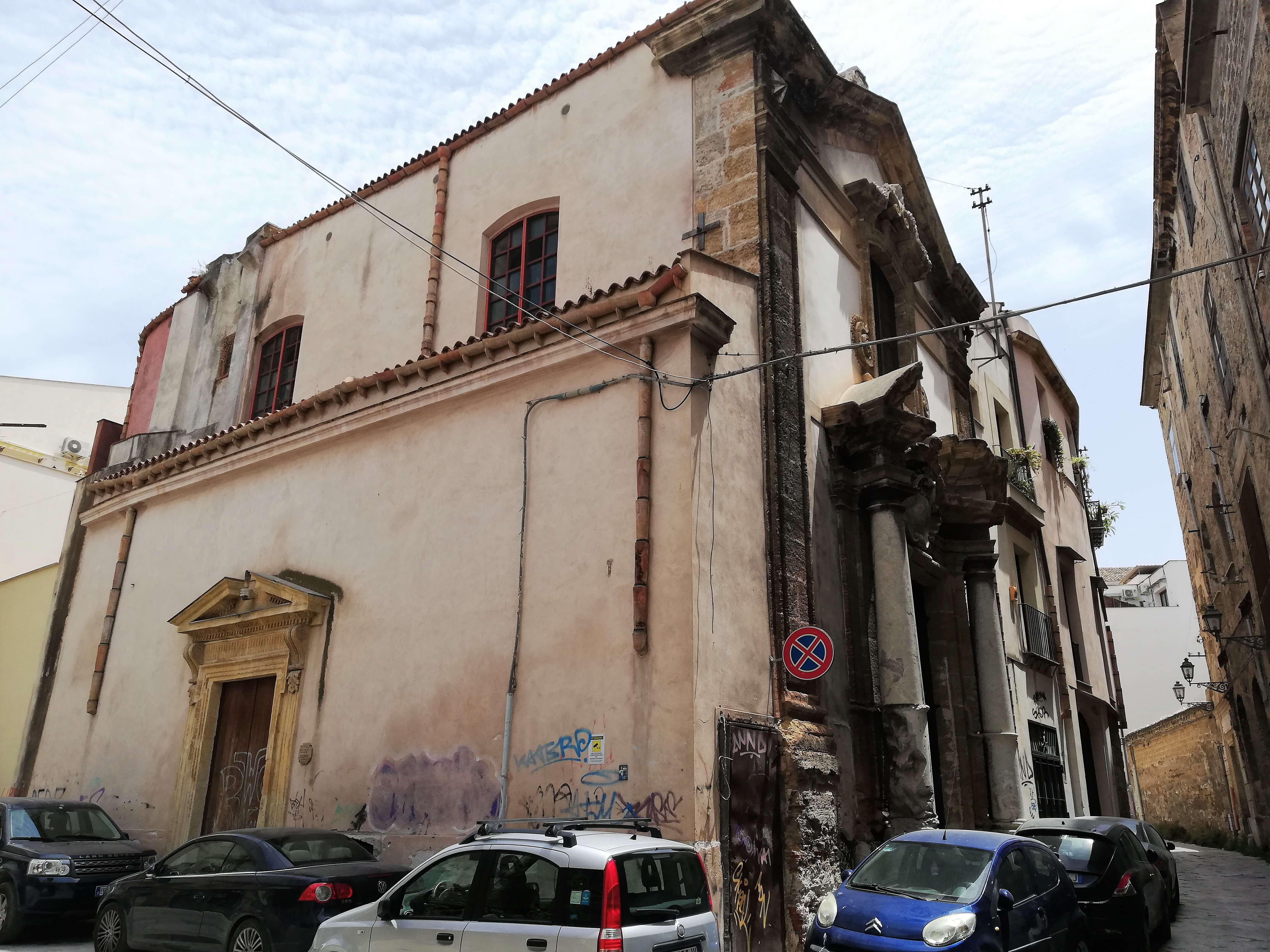
Facciata e prospetto laterale settentrionale.

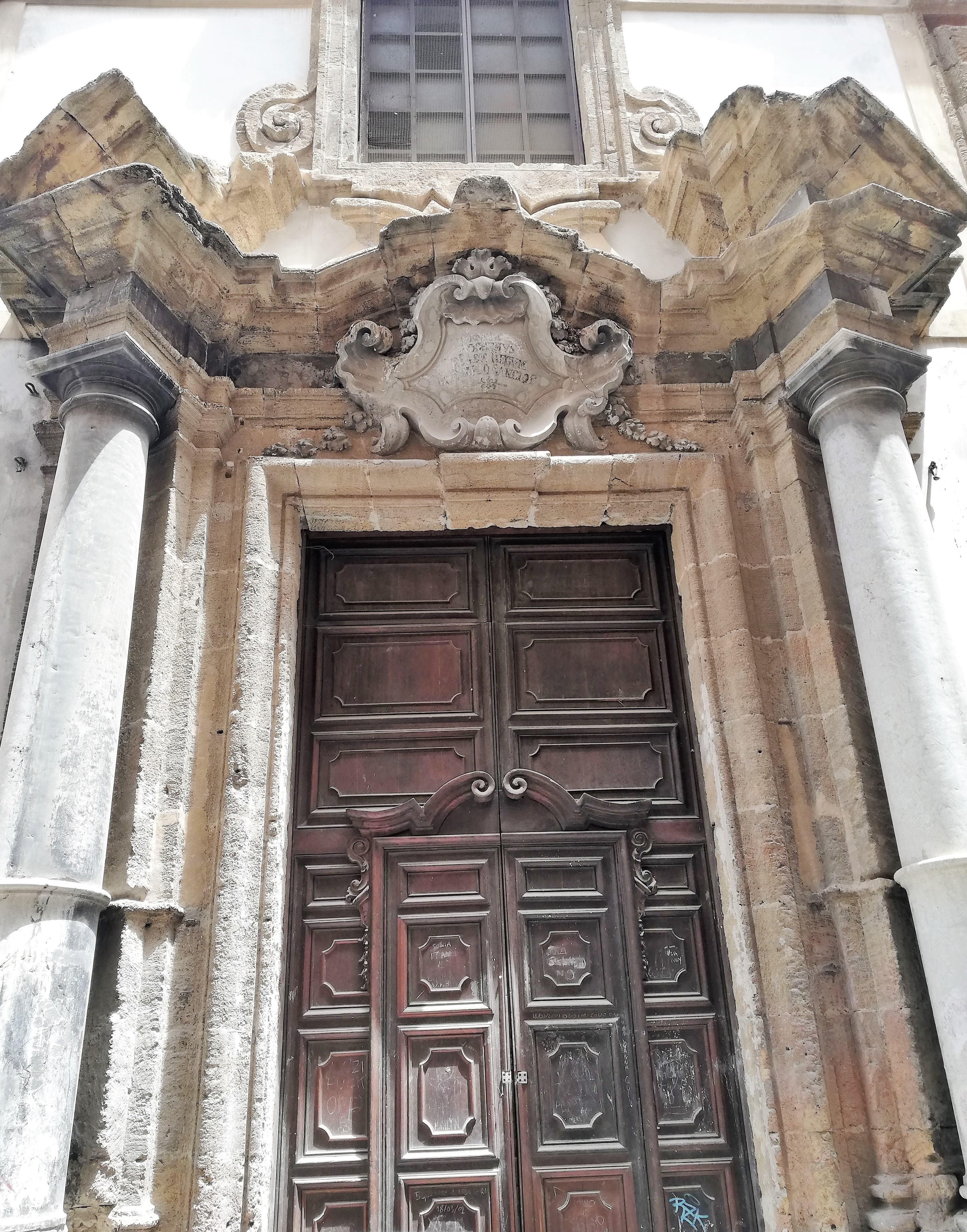
Portale.

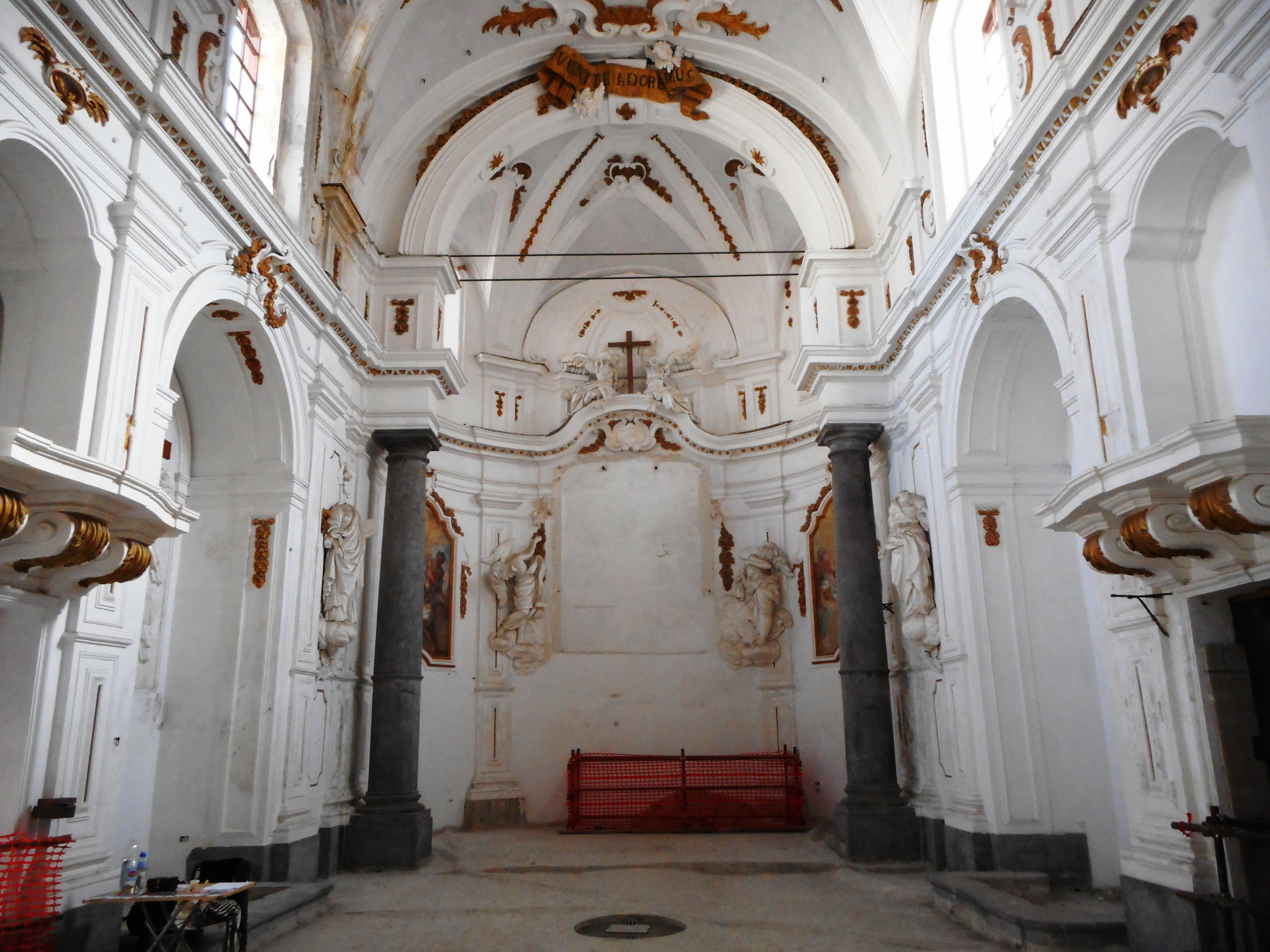
Interno.

La chiesa dei Tre Re è un edificio di culto ubicato nel centro storico di Palermo nel mandamento Monte di Pietà o Seralcadi in via Montevergini, all'angolo con la via del Celso.

## Storia
- XI secolo, Le prime notizie documentali della chiesa di San Giorgio lo Xheri[1] con torre dal nome di Domus Speculae secondo le fonti di Antonino Mongitore[2] si fanno risalire in epoca normanna.
- 1373, Il luogo di culto è confiscato alla famiglia Aragona e concesso da Martino I di Sicilia nel 1398 a Berengario Ruiz di Barcellona.[2]
- 1431, Costituzione della Compagnia dei Tre Re o Compagnia dei Putiari della corporazione dei bottegai.[3]
- 1545, Papa Paolo III accorda indulgenze a chi con elemosine concorre al restauro.[2]
- 1580c., La chiesa è ricostruita dalla Compagnia dei Tre Re che ne acquisisce la disponibilità per realizzare la propria sede e un tempio più grande.
- 1943, La chiesa subisce gravi danni in seguito ai bombardamenti del secondo conflitto mondiale.
- 1997, In occasione degli "Itinerari Serpottiani", è stato affrontato il problema dell'abbandono dell'edificio e rimediato alle scorribande di ladri e vandali.

Secondo un articolo di Tina Lepri a pagina 9 del numero di marzo 2017 del Giornale dell'Arte: "[...] i ladri hanno fracassato a mazzate le statue che non sono riusciti a prelevare e non si sa che fine abbiano fatto quadri, affreschi, arredi". In base a quanto riportato nel medesimo articolo, la Magistratura avrebbe posto la Chiesa sotto sequestro facendo murare gli ingressi.

## Facciata
L'attuale facciata rivolta ad occidente, corredata di portale barocco colonnato - mistilineo nella trabeazione e timpano spezzato - risale al 1758 è opera del trapanese Francesco Ferrigno, discepolo dell'insigne architetto del Senato Palermitano Andrea Palma. Grande finestrone intermedio con decorazioni e stemma sull'architrave delimitati da paraste, cornicione e il frontone chiudono la prospettiva.
Il portale sul lato sinistro presenta una trabeazione con il frontone spezzato e accoglie il simbolo del "cero nel pugno" che ricordava ai confrati il precetto stabilito all'atto della concessione della chiesa: attendere i riti nel giorno dell'Epifania, provvedere all'approvvigionamento di ceri per la Candelora.

## Interno
L'interno a navata unica presenta un addobbo decorativo realizzato nel 1750 da Procopio Serpotta e Giovanni Maria Serpotta, rispettivamente figlio e nipote del grande stuccatore Giacomo Serpotta. All'opera contribuirono anche Gaspare Firriolo, genero di Procopio, e Domenico Guastella. Nobiltà e Astrologia all'ingresso, Obbedienza e Sapienza presso il presbiterio, sono le quattro allegorie rappresentate dalla felice mano dei Serpotta con figure muliebri, oggi acefale per mano vandalica. Esse rimandano chiaramente alle virtù dei Magi, nobili sacerdoti che sapientemente esercitavano l'astrologia, mentre l'iconografia li raffigura come re.
La volta a botte ospita l'affresco di Vito d'Anna raffigurante il Trionfo dei Magi del 1751 e medaglioni delle Virtù. Le entrate laterali ospitano dei matronei atti ad accogliere le signore della nobiltà assicurando loro riservatezza.

## Navata
- Parete destra:
  - Prima campata: Cappella di San Giorgio. Sull'altare è documentato il dipinto raffigurante San Giorgio opera di Vincenzo Marchese.[4]
  - Seconda campata: Cappella di San Giovanni. Mosaico di San Giovanni.[4]
- Parete sinistra:
  - Prima campata: Cappella della Natività. Sull'altare è documentato il quadro della Natività del Signore opera di Vincenzo Marchese.[4]
  - Seconda campata: Cappella del Santissimo Crocifisso.
- Altare maggiore: Il presbiterio è delimitato da una coppia di colonne, sull'arco trionfale il cartiglio con il motto "VENITE ADOREMUS". Il cappellone aggiunto nel 1750 su disegno dall'architetto Ferrigno. Sul cornicione dell'abside due angeli reggono la Croce. Due serafini di bottega serpottiana, delimitano ai lati lo spazio un tempo occupato dalla pala d'altare: l'Adorazione dei Magi di Gioacchino Martorana, salvata dal degrado e dall'umidità custodendola presso il Museo diocesano.[5] La chiesa, in epoca antecedente alla realizzazione del Cappellone, ospitò un'altra bellissima Adorazione del 1585, opera del fiammingo Simone de Wobreck, oggi esposta al Castello Ursino di Catania.[4]

Ai lati dell'abside due quadroni con cornici in stucco bianco ed oro recano affrescati il Martirio di Re Baldassarre e il Battesimo di Re Amilcare" di Vito d'Anna in stile rococò.

## Compagnia dei Tre Re
- 1578, La preesistente Compagnia con la licenza del Cesare Marullo diviene Congregazione dei Tre Re.[1]

## Collegio Real Calasanzio
- Collegio Carolino Calasanzio.[6]